# Odon Vallet
Odon Pierre Maurice Marie Vallet (* 3. September 1947 in Paris) ist französischer Jurist und Religionswissenschaftler.

## Biografie
Odon Vallets Vater, Jean Vallet, der ehemalige Direktor des Versicherungsunternehmens Gpa-Athéna, kam 1954 bei einem Autounfall ums Leben kam. So wurde er von seiner Mutter, geborene de Blanpré,  aufgezogen, die Krankenschwester war. Vallet erbte 1989 320 Millionen Francs, was ca. 70 Millionen Euro entspricht, als die Gesellschaft des Vaters verkauft wurde. Er war zu dem Zeitpunkt 42 Jahre alt. Dieses Vermögen verwendete er 1999 zusammen mit seinem Bruder zur Errichtung einer Stiftung zur finanziellen Unterstützung von Studenten aus aller Welt, die sich ihre Studien nicht leisten können (Fondation Vallet). Diese Stiftung wird von der Fondation de France unterstützt und verwaltet.

### Ausbildung
Vallet ging auf die katholische Grundschule Bossuet in Paris, dann auf die weiterführenden Schulen Montaigne und Louis-le-Grand und ab 1964 besuchte er das Gymnasium (lycée d'altitude) von Briançon, wo er zahlreiche Sportarten praktizierte: Radsport, Skilanglauf und Bergsteigen.
1970 erhält Odon Vallet das Diplom der renommierten École libre de sciences politiques, Sciences-Po. Von 1971 bis 1973 ergänzt er diese durch den Studiengang an der École nationale d’administration (ENA) und hat somit die zwei Abschlüsse an den wohl elitärsten Institutionen zur Ausbildung von öffentlichem Personal absolviert. Im Jahre 1985 schließt er zwei Promotionen, eine juristische und eine religionswissenschaftliche ab.

### Karriere
- Maître de conférences: Sciences-Po (1973–1989).
- Lehraufträge an der Sorbonne: Paris I Panthéon-Sorbonne und Universität Paris VII (seit 1990). Er unterrichtet Allgemeinbildung (soziale und politische Probleme der Jetztzeit) in rechtswissenschaftlichen Studienkontexten.
- Gründer der Fondation Vallet (1999).
- Vorstandsmitglied der Versicherungsgruppe GPA (Groupe des populaires d'assurances) (1976–1977), von Athéna (1977–1989), von Eurassur (1990–2002), der Verlagsreihe Gallimard Jeunesse (1998–2002) und Madrigall (1999–2006), Vorsitzender (1995–2003) und Vizepräsident (1998–2003) der Bank Eurofin.
- Auditor eines Instituts für Verteidigungsforschung Institut des hautes études de défense nationale (IHEDN) (1982–1983).

Da er findet, dass sein Einkommen als Schriftsteller und Dozent für seine Bedürfnisse absolut ausreicht, entscheidet er sich 1999, das Vermögen, welches er 10 Jahre zuvor geerbt hat, zur Gründung der Fondation Odon Vallet zu verwenden.

### Forschungsschwerpunkte
Odon Vallet ist Spezialist für Asien, den  Nahen und Fernen Osten (insbesondere Vietnam) und für Afrika, wohin er vielfach gereist ist.
In seinen zahlreichen religionswissenschaftlichen Schriften, befasst er sich mit jenen zentralen Themen, die in den verschiedenen Religionen der Welt im wieder umkreist werden, so zum Beispiel der Wunsch nach Unsterblichkeit, die Bewahrung von Erinnerungen und die Heiligung von Bündnissen. Er beschreibt die synkretistische Vermischung und Konkurrenz der verschiedensten Religionen und deren Funktion in der heutigen Gesellschaft, vor allem im laizistischen System Frankreichs. Dieses heißt er gerade angesichts der sich erhöhenden Vielfalt von religiösen Strömungen, Sekten, aber auch zu unterscheidenden Formen des Nichtglaubens als Garant eines tendenziell neutralen öffentlichen Raumes gut.
Durch die Aktualität und Brisanz seiner Fragestellungen ist Odon Vallet eine prominente Gestalt des französischen Fernsehens.

## Publikationen
- Les Hautes-Alpes – hommes et nature en montagne, Éditions Berger-Levrault, 1975.
- Culture générale, 1988.
- L'École ou De la vanité considérée comme un mode de gouvernement, 1991.
- Femmes et religions, 1994.
- L'État et le politique, 1994.
- Les Religions dans le monde, 1995.
- L'Affaire Oscar Wilde ou Du danger de laisser la justice mettre le nez dans nos draps, Albin Michel, 1995.
- Les Grandes religions d'aujourd'hui, 1998.
- Le Honteux et le Sacré, Albin Michel, 1998.
- Qu'est-ce qu'une religion ?, Albin Michel, 1999.
- Jésus et Bouddha, Albin Michel, 1999.
- Une autre histoire des religions, coll. « Découvertes Gallimard », 2000.
- Le Cantique des cantiques, 2000.
- Hymnes à la Terre-Mère, 2000.
- Hymnes au masculin, 2000.
- Petit Lexique des idées fausses sur les religions, Albin Michel, 2002; 2008.
- L'Évangile des païens, Albin Michel, 2003; 2006.
- Dieu a changé d'adresse – Propos d'un pharisien libéré, Albin Michel, 2004.
- Petit Lexique des guerres de religion d'hier et d'aujourd'hui, Albin Michel, 2004.
- Petite grammaire de l'érotisme divin, Albin Michel, 2005.
- Corps Divins, un livre sur les artistes Pierre et Gilles aux Éditions du Chêne, 2006.
- Petit Lexique des mots essentiels, Albin Michel, 2001; 2007.
- Dieu n'est pas mort... mais il est un peu malade, 2007.
- Dieu et le Village planétaire, 2008.
- Les Enfants du miracle – Des milieux les plus défavorisés jusqu'aux bancs des grandes écoles, Albin Michel, 2009.
- Odon Vallet : Biographie Philanthropique, avec Guillaume Herbaut et Guy-Pierre Chomette, Éditions Jean di Sciullo, 2010.